# دوغ هنري (لاعب كرة قاعدة)
دوغ هنري (بالإنجليزية: Doug Henry)‏ هو لاعب كرة قاعدة أمريكي، ولد في 10 ديسمبر 1963 في ساكرامنتو في الولايات المتحدة.

## وصلات خارجية
- دوغ هنري على موقعبيزبول رفرنس.كوم (الدوري الرئيسي) (الإنجليزية)